# Marsha Moreau
Marsha Moreau (Niagara-on-the-Lake, 26 gennaio 1977) è un'attrice canadese, principalmente nota per aver interpretato Erin Clements nella serie televisiva Il mio amico Ultraman.

## Biografia
Marsha Moreau, sorella maggiore dell'attore Nathaniel Moreau è nata vicino alle Cascate del Niagara. Sua madre è nativa francese, ed entrambi i fratelli sono cresciuti bilingue (inglese e francese). 
Ha ricevuto lezioni di lingua, canto e danza classica. Il suo primo ruolo cinematografico lo ha interpretato nel 1985 all'età di otto anni.
Marsha Moreau è apparsa in diverse serie televisive e film. Nel 1986 è divenuta nota ad un vasto pubblico come interprete di Anna Irmgard von Schlotterstein nella serie televisiva The Little Vampire e come Erin Clements nella serie televisiva Il mio amico Ultraman (1988-1991). Nel 1990, ha girato il suo ultimo film e dal 1991 si è ritirata con la sua famiglia sulla costa occidentale canadese. Tra il 1990 e il 1993 Marsha Moreau ha interprettato ruoli in serie o film per bambinie nel 1993 si è ritirata dal mondo del cinema.

## Filmografia
- Beautiful Dreamers	Birdie Bucke (1992)[2]
- The Last Winter	Kate Jamison (1990)
- Babar - The Movie (1989)
- Dead Ringers (1988)
- Bay Coven (1987)
- Rolling Vengeance (1987)
- Blue Monkey (1987)
- Prettykill (1987)
- The Christmas Toy (1986)

## Televisione
- Il mio amico Ultraman (My Secret Identity), serie tv (1988-1991)
- Friday the 13th: The Series, serie tv (1989-1990)[3]
- Madeline (1989)
- Walking on Air (1987)[4]